# Phantastisch Zwecklos
Phantastisch Zwecklos ist das erste Demo der deutschen Dark-Wave-Band Endraum.

## Geschichte
Hovi Miskovics und Roman Rütten trafen sich 1989 nach dem Ende der Band Crux Ansata Mit der Idee etwas eigenes zu schaffen. Die erste Idee des Duos war die Produktion einer modernen Oper unter dem Titel Endraum. Als erstes Stück entstand Der Neid. Das Stück gab dem Duo den Impuls die Idee zu variieren und von der Oper Abstand zu nehmen, um sich der Ausarbeitung einer musikalischen Geschichte zu widmen. Mit direktem Bezug zum Epos Atta Troll von Heinrich Heine entstand eine erste Idee zu Phantastisch Zwecklos. Das entstandene Demo wurde darauf eine Beschäftigung mit Depression, Melancholie und Akzeptanz.

## Stil
Dem Genre Neue Deutsche Todeskunst entsprechend ist das Demo durch einen Hang zu nihilistischen deutschen Texten gekennzeichnet. Die Konzeption des Demos folgt dabei der Idee auf dem Text aufbauend die Musik zur Untermalung dialogisch zu entwickeln. Der gesprochene Text mit literarischen Anlehnungen an Romantik, Symbolismus und Expressionismus, wird mit dezent,eingesetzter sinfonischer und orchestraler Musik kombiniert.

## Titelliste
1. Ouvertüre: 2:32
2. Die Stille der Nacht: 9:23
3. Nostalgia: 7:09
4. Der Neid: unbekannt
5. Glückseligkeit: unbekannt
6. Einsame Worte: 8:27
7. Endraum: 3:55